# NGC 318
 NGC 318 là một thiên hà dạng hạt đậu trong chòm sao Song Ngư. Nó được phát hiện vào ngày 29 tháng 11 năm 1850 bởi Bindon Stoney.